# Critica letteraria (rivista)
Critica letteraria è  una rivista trimestrale di argomento letterario pubblicata dalla casa editrice Paolo Loffredo di Napoli.

## Storia
Venne fondata nel 1973 da Pompeo Giannantonio, che non volle disperdere “le energie intellettuali che si erano raccolte attorno a “Filologia e Letteratura” (1962-71), diretta da Salvatore Battaglia”.
È attualmente diretta da Raffaele Giglio, e del comitato di direzione fanno parte studiosi quali Guido Baldassarri, Giorgio Bàrberi Squarotti, Andrea Battistini, Arnaldo Di Benedetto, Valeria Giannantonio, Pietro Gibellini, Gianni Oliva, Matteo Palumbo, Francesco Tateo, Tobia R. Toscano e Donato Valli.
Oltre agli studiosi ricordati, collaboratori della rivista sono stati nomi prestigiosi della storia e della critica letteraria italiana, quali Ignazio Baldelli, Giorgio Luti, Giorgio Padoan, Giorgio Petrocchi, Michele Prisco, Riccardo Scrivano, Aldo Vallone.

## Rubriche
Il periodico è suddiviso nelle seguenti rubriche: “Saggi”, “Linguistica”, “Meridionalia”, “Contributi”, “Recensioni”, “Libri ricevuti”.
In occasione del decennale della fondazione, la rivista ha pubblicato un “Indice generale” del periodo 1973-1982.